# Elecciones parlamentarias de Israel de 2009
Las elecciones parlamentarias de Israel de 2009 se realizaron el 10 de febrero de ese año para escoger a los miembros del 18.º Knéset, debido a la renuncia del primer ministro y líder del partido Kadima, Ehud Ólmert y el fallido intento de su sucesor, Tzipi Livni, de formar un gobierno de coalición. Las elecciones estaban originalmente planificadas para realizarse el 2010.

## Contexto

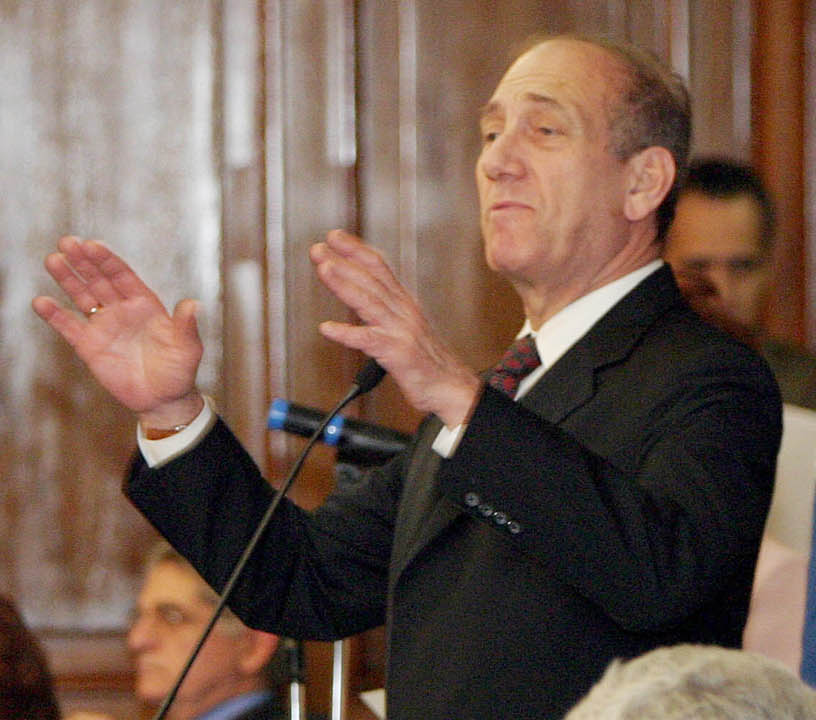
Ehud Ólmert en Brasil, 2005

El 17 de septiembre de 2008 el Kadima realizó elecciones primarias para escoger al nuevo líder del partido que reemplazaría a Olmert y se convertiría probablemente en su sucesor en el cargo de primer ministro. Tzipi Livni ganó las elecciones, y posteriormente Olmert, que no participó en las primarias, renunció. Entonces Shimon Peres, presidente del país, encargó a Livni la formación de un nuevo gobierno en un plazo de seis semanas.
Y aunque el Partido Laborista Israelí aceptó unirse, el Shas no lo hizo aduciendo que Livni había realizado demandas "diplomáticas y económicas ilegítimas". El partido Gil y el Yahadut Hatorah tampoco lo hicieron, mientras que las negociaciones con el Meretz no llegaron a buen puerto. Finalmente, el 26 de octubre de 2008 Livni anunció que llamaría a elecciones anticipadas.
Peres anunció al Knéset el fracaso de las negociaciones, y en consecuencia la continuación de Olmert en el cargo hasta las elecciones.

## Procedimiento
En las elecciones se eligen los represantes para los 120 escaños del Knéset mediante una representación proporcional con listas de partidos, usando el sistema D'Hondt. La barrera electoral para las elecciones de 2006 fue de un 2%, algo más de dos escaños en comparación con el 1,5% de las elecciones anteriores.
Luego de que los resultados oficiales sean anunciados, el presidente debe delegar la tarea de formar gobierno al miembro del Knéset que tenga más posibilidades de formar una coalición de mayoría (usualmente el líder del partido más grande). Luego se le asignan seis semanas para negociar con los diferentes partidos, tras lo cual debe presentar su gobierno al Knéset para recibir una moción de confianza. Una vez que el gobierno haya sido aprobado con al menos 61 votos, pasará a convertirse en primer ministro.

## Resultados
Los resultados otorgaron una estrecha ventaja al Kadima liderado por Tzipi Livni con 28 escaños, seguido por el Likud de Benjamín Netanyahu con 27. Debido a que ninguno de los dos partidos obtuvo una mayoría definitoria que le permita formar una coalición, la tarea de formar gobierno podría recaer en el líder del partido de ultraderecha Israel Beytenu, Avigdor Lieberman, debido a que la suma de los resultados de los partidos de esta inclinación política (e incluyen al Likud) rozan los 65 escaños que permitirían una mayoría simple en el Knéset y, en consecuencia, la formación más fácil de un gobierno de coalición.
La resolución deberá ser tomada por el presidente Shimon Peres, quien deberá escoger a que partido y líder le asignará la tarea de formar gobierno.
Los siguientes son los resultados con cerca del 100% de los votos escrutados entregados por Ha'aretz.
|  | 22.5 % |

|  | 21.6 % |

|  | 11.7 % |

|  | 9.9 % |

|  | 8.5 % |

|  | 4.4 % |

|  | 3.4 % |

|  | 3.3 % |

|  | 3.3 % |

|  | 3.0 % |

|  | 2.9 % |

|  | 2.5 % |

|  | 0.8 % |

|  | 0.5 % |

|  | 0.4 % |

|  | 0.4 % |

|  | 0.2 % |

|  | 0.1 % |

|  | 0.1 % |

|  | 0.1 % |

|  | 0.1 % |

|  | 0.1 % |

|  | 0.1 % |

|  | 0.0 % |

|  | 0.0 % |

|  | 0.0 % |

|  | 0.0 % |

|  | 0.0 % |

|  | 0.0 % |

|  | 0.0 % |

|  | 0.0 % |

|  | 0.0 % |

|  | 98.7 % |

|  | 1.3 % |

|  | 100.00 % |

|  | 64.7 % |

1: Meimad se presentó junto con HaAvodá en esas elecciones.